# Xie Mengyu
Xie Mengyu (chiń. upr. 謝夢雨; pinyin Xiè Mèngyǔ; ur. 25 lutego 1994) – chińska zapaśniczka walcząca w stylu wolnym. Brązowa medalistka mistrzostw świata w 2022. 
Mistrzyni Azji w 2019 i trzecia w 2025. Druga w Pucharze Świata w 2018 i trzecia w 2019 roku.